# Aubrieta pinardii
Aubrieta pinardii är en korsblommig växtart som beskrevs av Pierre Edmond Boissier. Aubrieta pinardii ingår i släktet aubrietior, och familjen korsblommiga växter. Inga underarter finns listade i Catalogue of Life.

## Bildgalleri

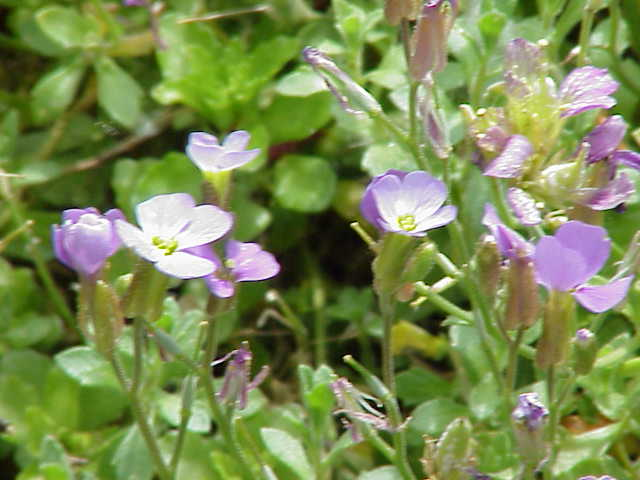
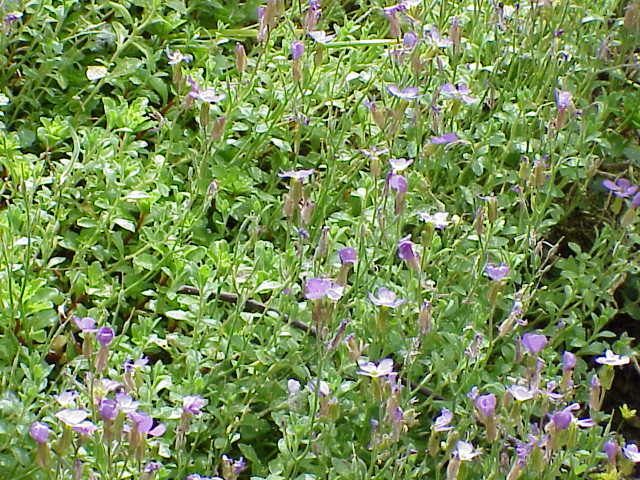